# Evangelisch-Lutherisches Dekanat Nördlingen
Das Evangelisch-Lutherische Dekanat Nördlingen war bis 2024 einer der damals sieben Dekanatsbezirke des Kirchenkreises Augsburg. Der Dekanatsbezirk, zu dem rund 14.500 Mitglieder gehörten, wurde zuletzt von Dekan Gerhard Wolfermann geleitet. Die drei Dekanate im Landkreis Donau-Ries, Donauwörth, Nördlingen und Oettingen sind am 1. Januar 2025 zum Dekanat Donau-Ries fusioniert.

## Geographie
Der Dekanatsbezirk Nördlingen ordnete sich landschaftlich in der Mitte und im östlichen Teil des Ries ein. Politisch gehörte er zum Landkreis Donau-Ries. Im Westen grenzt der württembergische Kirchenbezirk Aalen im Ostalbkreis an.

## Geschichte

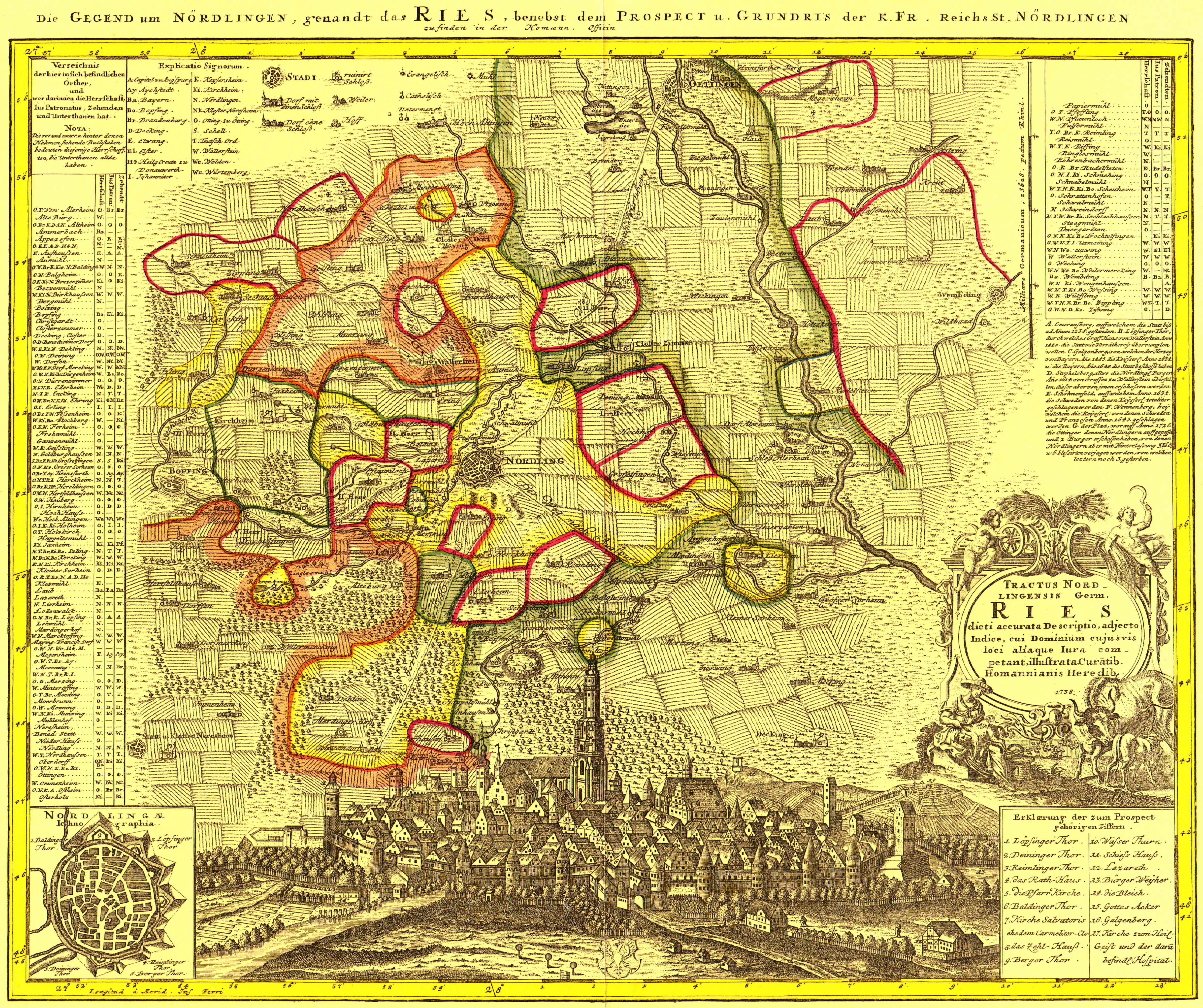
Die Gegend um Nördlingen (1738)

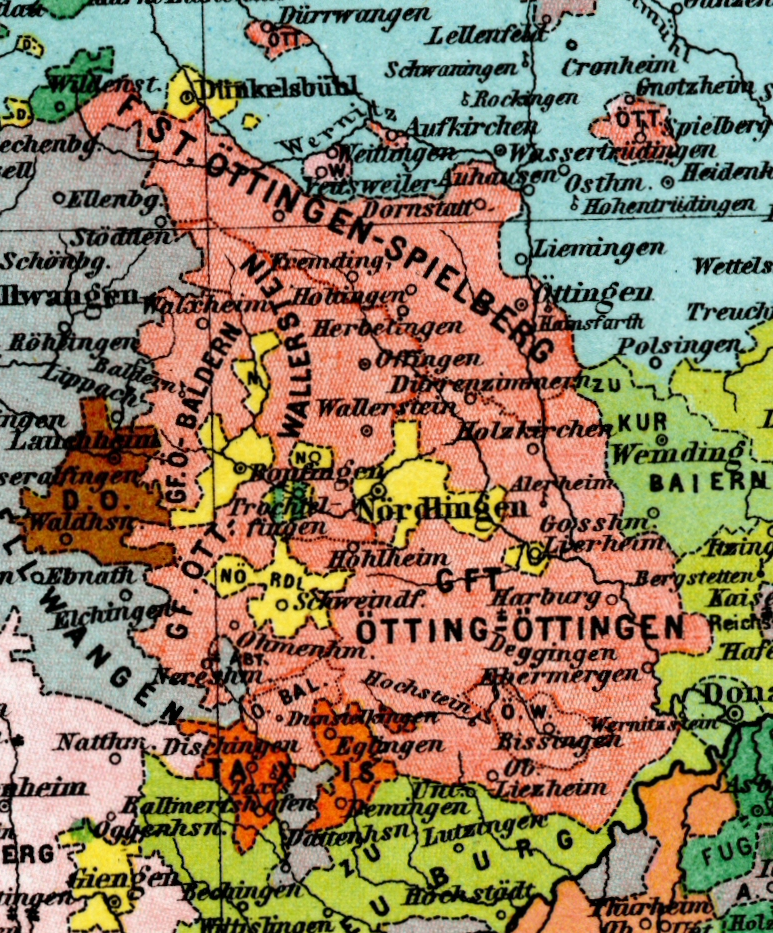
Die Grafschaften Oettingen

### Pfarreien und Kirchengemeinden
Die Pfarreien und Kirchengemeinden können bis auf die Diasporagemeinde Wemding auf eine lange evangelische Tradition seit der Reformationszeit zurückblicken. Die treibende Kräfte in der Reformation waren die Reichsstadt Nördlingen und die Grafen von Oettingen-Oettingen.

#### Reichsstadt Nördlingen
Kaiser Friedrich II. hat 1215 Nördlingen durch Tausch vom Bistum Regensburg erworben, 1216 wieder zurückgetauscht, aber danach erneut bekommen. 1238 wurde die Stadt durch einen Brand zerstört und anschließend wieder aufgebaut. Die Grafen von Oettingen versuchten die Stadt in ihre Hand zu bekommen, so dass sie 1250 sich die Stadt verpfänden ließen. 1323 gelang es der Stadt sich aus der Pfandschaft des Ammannamts zu lösen. Bis zum Ende des alten Reichs blieben die Widerlosung, die Reichs-Städte-Steuer und die Kerngült an das Gesamthaus Oettingen verpfändet.
Die Grundherrschaft Nördlingen im umliegenden Land lag ausschließlich beim Hospital und der Kombinierten Stiftungspflege. Das Krankenhaus konnte durch Schenkungen und Zukäufe zum größten Grundbesitzer der Stadt werden. In der Kombinierten Stiftungspflege wurden der Besitz kleinerer frommer und milder Stiftungen sowie der Besitz der säkularisierten Stadtklöster zusammengefasst.
Der Karmeliterprior Kaspar Kantz führt in seiner Kirche 1522 deutsche Messen ein, die aber 1523 wieder eingestellt wurden. Die Stadt hatte den reformatorisch gesinnten Prediger Theobald Billicanus eingestellt. Es entwarf eine neue Gottesdienstordnung, die am 13. Februar 1525 in Kraft trat. In diesem Jahr konnte die Stadt auch das Kirchenpatronat erwerben. Mit Billicanus kam es in der Folgezeit immer wieder zum Streit über das richtige Bekenntnis und Billicanus zum 19. Mai 1535 auf eigenen Wunsch entlassen. Die neue Kirchenordnung wurde von Kaspar Kantz erstellt und am 15. Mai 1538 in Kraft gesetzt. Am 23. Februar 1548 wurde die volle Reformation nach Nürnberger Ordnung vom Rat beschlossen. Die Reformation wurde durch die Reichsstadt Nördlingen in folgenden Orten eingeführt: Nördlingen, Baldingen, 1543 Goldburghausen, Herkheim (erfolgreiche Gegenreformation 1597), 1541 Lierheim, 1543 Nähermemmingen, Pflaumloch (erfolgreiche Gegenreformation 1605) und 1535 Schweindorf. Goldburghausen und Schweindorf liegen heute im Kirchenbezirk Aalen.

#### Grafen von Oettingen-Oettingen
Das Herrschaftsgebiet der Grafen von Oettingen-Oettingen reichte bis vor die Tore der Reichsstadt Nördlingen. Diese evangelische Linie des Grafenhauses führte je nach Herrschaftsverhältnissen um 1539 die Reformation ein. Die ehemaligen Oettinger Ortschaften in der Nähe der Stadt Nördlingen liegen heute im Dekanatsbezirk Nördlingen. Die Ortschaften nördlich um Oettingen gehören zum Dekanatsbezirk Oettingen. Die südlich der Stadt gelegenen Gemeinden liegen heute im Dekanatsbezirk Donauwörth. In folgenden Oettinger Orten wurde die Reformation eingeführt: 1531 Aufhausen, 1539 Forheim, 1556 Unterringingen, 1543 Balgheim, 1540 Deiningen (1548 Teilung in ev. und kath. Ortsteil), 1546 Ederheim, 1536 Ehringen, 1539 Fessenheim, 1539 Großelfingen, 1543 Hohenaötheim, 1555 Hürnheim, 1538 Löpsingen, 1558 Möttingen, 1539 Pfäfflingen, 1557 Schmähingen.

#### Kartäuserkloster St. Peter
Das Kartäuserkloster St. Peter in Christgarten fiel 1521 an die Grafen von Oettingen. Der letzte Prior des Klosters Johannes Sudermann ist mit seinem Konvent 1557 zum evangelischen Glauben übergetreten und wurde 1562–1573 Pfarrer in Ederheim. Die ehemalige Klosterkirche St. Peter aus dem 14. Jh. besteht noch. Vom Kloster existieren nur noch Ruinenreste.

### Dekanat
Das bayerische Dekanat Nördlingen wurde am 7. Dezember 1810 errichtet. Es ging aus bisherig oettingischen Pfarreien der Superintenduren Hohenaltheim (Aufhausen, Balgheim, Ederheim, Ehringen, Forheim, Hohenaltheim, Hürnheim, Schmähingen), Mönchsdeggingen (Deiningen, Fessenheim, Großelfingen, Klosterzimern und Möttingen) und Öttingen (Löpsingen) hervor. Die Pfarrei im kath. Wallerstein wurde 1821 errichtet und mit Ehringen verbunden. 1829 kamen vom Dekanat Oettingen noch Pfäfflingen hinzu. Wemding wurde 1950 neu errichtet, nachdem 1567 dort die Gegenreformation erfolgreich gewesen war. 
Mit dem 31. Dezember 2024 endet durch die Neugründung des Dekanates Donau-Ries das Dekanat Nördlingen.

## Kirchengemeinden
Zum Zeitpunkt der Auflösung gehörten zum Dekanatsbezirk Nördlingen folgende Pfarreien mit deren Kirchengemeinden:
- Pfarrei Aufhausen
  - Kirchengemeinde Aufhausen, St. Martin[4]
  - Kirchengemeinde Forheim, St. Margarete
  - Kirchengemeinde Unterringingen, St. Laurentius[5]
- Pfarrei Balgheim
  - Kirchengemeinde Balgheim, St. Ägidius[6]
- Pfarrei Deiningen
  - Kirchengemeinde Deiningen, Erlöserkirche
  - Kirchengemeinde Fessenheim, St. Stephanus
- Pfarrei Ederheim
  - Kirchengemeinde Ederheim, St. Oswald und Christgarten, St. Peter
  - Kirchengemeinde Hürnheim, St. Veit[7]
- Pfarrei Ehringen-Wallerstein
  - Kirchengemeinde Ehringen, St. Oswald
  - Kirchengemeinde Wallerstein, Versöhnungskirche
- Pfarrei Grosselfingen
  - Kirchengemeinde Grosselfingen, St. Peter und Paul
  - Kirchengemeinde Enkingen, St. Jodokus
  - Kirchengemeinde Möttingen, St. Georg
- Pfarrei Löpsingen
  - Kirchengemeinde Löpsingen, St. Michael
  - Kirchengemeinde Pfäfflingen, St. Georg
- Pfarrei Nähermemmingen
  - Kirchengemeinde Nähermemmingen, Marienkirche
  - Kirchengemeinde Baldingen, St. Gallus
- Pfarrei Nördlingen
  - Kirchengemeinde Nördlingen, St. Georg
- Pfarrei Schmähingen
  - Kirchengemeinde Schmähingen, Marienkirche[8]
  - Kirchengemeinde Hohenaltheim, St. Johannes der Täufer[9]
- Pfarrei Wemding
  - Kirchengemeinde Wemding, Christuskirche